# Аскеева, Куляш
Куляш Аскеева (3 сентября 1921 — 8 июня 2021) — советский хозяйственный, государственный и политический деятель.

## Биография
Аскеева Куляш Аскеевна родилась 3 сентября 1921 года в Казакской АССР. Член ВКП(б).
С 1939 года — на хозяйственной, общественной и политической работе. В 1939—1976 гг. — учительница районной семилетней школы Таласского района, директор семилетней школы им. Крупской, первый секретарь Таласского райкома ВЛКСМ, инструктор Джамбульского областного комитета комсомола, первый секретарь комитета комсомола Кегенского района, инструктор комитета партии Джамбульского района, заведующая отделом комитета партии Красногорского района, третий, первый секретарь Красногорского райкома ВКП(б), заместитель министра социального обеспечения Казахской ССР.
Избиралась депутатом Верховного Совета СССР 3-го созыва.
Жила в Нур-Султане.
Скончалась 8 июня 2021 года.